# Mind Control (Stephen Marley)
Mind Control è un album del cantante reggae giamaicano Stephen Marley, pubblicato dalla Universal Music nel 2007.La traccia "Chase Dem" appare anche nella radio Tuff Gong in Grand Theft Auto IV.

## Tracce
1. Mind Control - 4:21 (Testi: Fakhourie, Marley, Marley)
2. Hey Baby featuring Mos Def - 4:54 (Testi: Marley, Smith, Yasiin Bey)
3. Officer Jimmy (Interlude) - 0:14
4. Iron Bars - 4:15 (Testi: Grant, Jacobs, Kelly, Marley)
5. The Traffic Jam - 3:40 (Testi: Marley, Marley)
6. You're Gonna Leave - 3:43 (Testi: Bird, Crittall, Marley)
7. Chase Dem - 4:15 (Testi: Marley)
8. Lonely Avenue - 3:08 (Testi: Pomus)
9. Let Her Dance - 4:17 (Testi: Forrest, Gibbs, Marley, Smith)
10. Fed Up - 4:20 (Testi: Cole, Marley, Marley)
11. Inna di Red - 8:53 (Testi: Ford, Marley)
12. The Traffic Jam [multimedia track] (Testi: Marley, Marley)